# Guaimar IV van Salerno

Grondgebied dat Guaimar IV domineerde tussen 1039 en 1047

Guaimar IV was heerser van het vorstendom Salerno van 1027 tot 1052, hij was de tweede zoon van Guaimar III.

## Levensloop
Zijn leven lang moest hij opboksen tegen zijn eeuwige rivaal Pandulf IV van Capua, een vazal van het Byzantijnse Rijk. Na de overwinning van de katapanaat van Italië Basileios Boioannes op Melus van Bari in 1018, stuurde keizer Hendrik II een leger naar Zuid-Italië. Pandulf IV werd gevangengenomen en Guaimar III, zijn bondgenoot, moest zijn zoon Guaimar IV, als gijzelaar afstaan. Door bemiddeling van paus Benedictus VIII werd hij terug vrijgelaten. Hij volgde in 1027 op veertienjarige leeftijd zijn vader op. Intussen was ook Pandulf IV vrijgelaten en hervatte zijn veroveringstochten in Zuid-Italië. Toen hij abt Theobald van de abdij van Monte Cassino in het gevang gooide, was de maat vol. Zijn bondgenoot Rainulf Drengot was van kamp veranderd en bood zijn diensten aan Guaimar IV aan.
Guaimar IV vroeg in 1038 de steun aan beide keizers, keizer Koenraad II en keizer Michaël IV Paphlagon van Byzantium. Keizer Koenraad II zette Pandulf IV af, die naar Constantinopel vluchtte. Guaimar IV kreeg de steun van Michaël IV op voorwaarde dat hij troepen zou leveren voor de verovering van Sicilië. Nu hij de steun had van de Noormannen ging hij op de vraag in.
Rond 1040 was Guaimar IV de onbetwiste heerser van Zuid-Italië en voor zijn bewezen diensten, schonk hij aan Willem met de IJzeren Arm, het hertogdom Apulië en Calabrië. Dit zou hem later in de problemen brengen: een hertog kan geen hertog aanstellen.
In 1046 volgde keizer Hendrik III, keizer Koenraad II op. Bij zijn aanstelling had Hendrik III te kampen met drie pausen. Hij had het voornemen om orde te scheppen in geheel Italië, te beginnen met de Synode van Sutri en stelde paus Clemens II aan als enige paus. Daarna richtte hij in 1047 zijn aandacht op Zuid-Italië en maakte alle delen ondergeschikt aan de keizerlijke kroon. Dit betekende het einde van Guaimars suprematie. Erger nog, zijn eeuwige rivaal Pandulf IV kreeg zijn titel terug.
In 1051 werd zijn trouwe bondgenoot Drogo van Hauteville, de opvolger van Willem met de IJzeren Arm, vermoord. Een jaar later werd Guaimar IV neergestoken met 36 dolksteken, door de vier broers van zijn vrouw, Gemma van Capua. Zijn Noormanse bondgenoten bleven hem trouw tot na zijn dood. Ze namen de vier broers gevangen samen met 36 volgelingen, voor iedere doodsteek een, en executeerden hen.
Guaimar IV had minstens negen kinderen. Zijn tweede zoon Gisulf II volgde hem op, zijn oudste dochter Sikelgaita huwde met Robert Guiscard.